# 도쿠시게 겐타
도쿠시게 겐타(일본어: 徳重 健太, 1984년 3월 9일 ~ )는 일본의 축구 선수이다. 현재 J3리그의 에히메 FC에서 뛰고 있다.

## 구단 경력
그는 2002년부터 J리그의 우라와 레즈, 세레소 오사카, 비셀 고베, V-파렌 나가사키, 에히메 FC에서 뛰었다.

## 국가대표팀 경력
그는 2001년 FIFA U-17 세계 축구 선수권 대회에 참가할 일본 U-17 국가대표팀에 발탁되었으며, 3경기에 출전했다.